# 毛瓣堇菜
毛瓣堇菜（学名：Viola trichopetala）为堇菜科堇菜属的植物，是中国的特有植物。分布在中国大陆的云南等地，生长于海拔2,300米至2,800米的地区，多生于山地溪谷，目前尚未由人工引种栽培。